# Panulia lapidata
Panulia lapidata là một loài bướm đêm trong họ Geometridae.